# 二人の男にテオルボを弾く女
『二人の男にテオルボを弾く女』（ふたりのおとこにテオルボをひくおんな、蘭: Een vrouw die een luit speelt voor twee mannen、英: A Woman playing a Lute to Two Men）は、17世紀オランダ絵画黄金時代の画家ヘラルト・テル・ボルフが1667-1668年ごろ、キャンバス上に油彩で制作した絵画である。画家が好んだ主題である室内で音楽を楽しむ男女を表している。作品は1871年に購入されて以来、ロンドンのナショナル・ギャラリーに所蔵されている。

## 作品

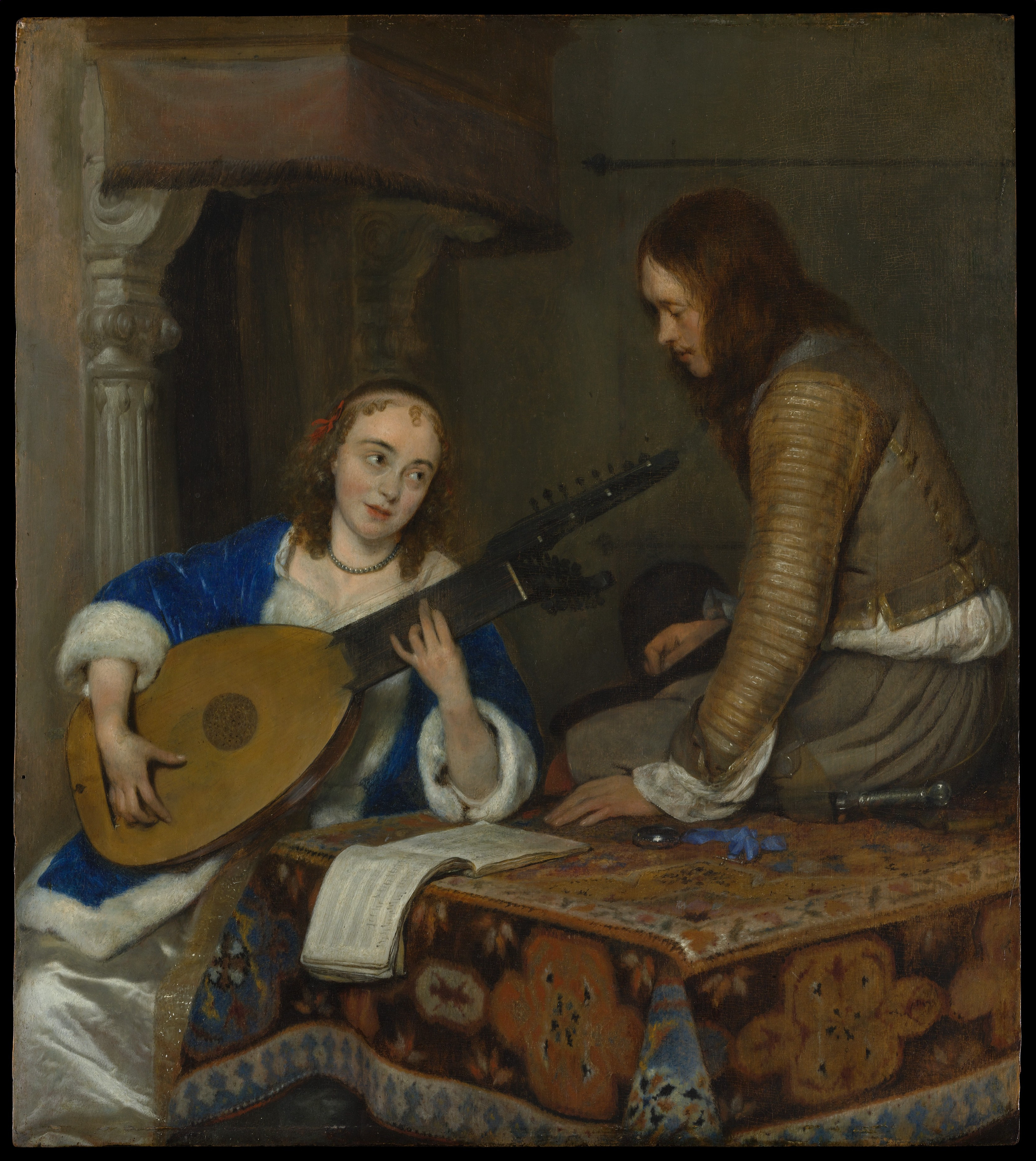
テル・ボルフ『テオルボ・リュートを弾く女性と騎士』 (1558年ごろ)、メトロポリタン美術館、ニューヨーク

テル・ボルフは最初、衛兵詰め所の主題を専門的に描いたが、後に小品の全身肖像画から日常生活の場面までさまざまな画題を扱った。しかし、彼の作品で最も知られているのは上品な室内に少数の人物を表したものであり、そこにはたいてい優雅な衣装を纏った女性1人が含まれている。とりわけ画家が好んだ主題は室内で合奏を楽しむ男女である。室内で少数の人物が合奏する場面は、17世紀のオランダ絵画では一般的なものであった。
本作では、3人の人物が合奏するのに夢中になっている。美しいサテン の薄黄色のドレスと白いスカートを身に着けた若い女は足温器に片足を載せ、テオルボ (リュートの一種) を弾いている。しかし、彼女の視線はテーブル上の本に置かれた楽譜ではなく、向かいに座っている男の上げられた手に注がれているようである。彼はもう1部の楽譜を持っているようで、リズムをとっている。彼が歌っているのか、彼女に演奏を教えているのかはわからない。背後には、黒い外套を身に着け、帽子を被っている男が楽譜を見つめつつ立っている。ちなみに、テル・ボルフの絵画において、このような格好で登場する人物は音楽教師である。
音楽の集いは往々にして若い男女が出会い、戯れ、性的な行為をする場であった。そのため、当時の多くの歌集には恋愛の歌だけが載せられていた。音楽の集いを描くオランダの絵画も、恋愛を暗示するのが普通である。画面左端に登場するスパニエル犬、女性が足を載せている足温器は卑しい欲望を意味するのかもしれない。楽器は男性器の象徴であるのかもしれず、背景にはカーテン付きの寝台があり、登場人物に意識されている可能性がある。赤いトルコ絨毯の掛け布で覆われたテーブルの下にはトランプが一枚落ちているが、不吉なスペードのエースであり、無思慮の象徴かもしれない。とはいえ、登場人物の3人がどういう関係なのか、彼らが何を考え感じているのかはあいまいであるため、鑑賞者は想像するしかない。
テル・ボルフの絵画は「選択的自然主義」によるものであり、本作の場面は現実の人物を現実の状況で表現したものではない。また、テル・ボルフは形態のレパートリーが広くない画家で、本作に登場する男女の人物像、スパニエル犬、銀色の箱、ロウソク立てなどのモティーフは、ほかの彼の絵画にも見られる。テル・ボルフの絵画は、素描やアトリエの小道具をもとに想像力で組み立てたものなのである。なお、テル・ボルフは布地の質感を描く能力で称賛され、とりわけサテンの描写においてはずば抜けていた。本作では、輝く、柔らかなサテンのドレスが、テーブルに掛けられた艶のない、複雑な柄のトルコ絨毯と対比されている。